# L'Homme aux deux visages (film, 1934)
Pour les articles homonymes, voir L'Homme aux deux visages.
Pour plus de détails, voir Fiche technique et Distribution.
L'Homme aux deux visages  (The Man with Two Faces) est un film américain réalisé par Archie Mayo et sorti en 1934.

## Synopsis
Une jeune actrice, très talentueuse, semble être sous le charme de son mari aussi avare que sans scrupules.

## Fiche technique
- Titre original : The Man with Two Faces
- Réalisation : Archie Mayo
- Scénario : Tom Reed, Niven Busch d'après la pièce The Dark Tower de George S. Kaufman et Alexander Woollcott
- Production : First National Pictures
- Image : Tony Gaudio
- Musique : Bernhard Kaun
- Montage : William Holmes
- Durée : 72 minutes
- Date de sortie : 4 août 1934

## Distribution
- Edward G. Robinson : Damon Welles / Jules Chautard
- Mary Astor : Jessica Wells
- Ricardo Cortez : Ben Weston
- Mae Clarke : Daphne Flowers
- Louis Calhern : Stanley Vance
- Arthur Byron : Dr. Kendall
- John Eldredge : Horace Barry Jones
- David Landau : Curtis
- Emily Fitzroy : Hattie
- Henry O'Neill : Inspecteur Crane
- Anton Stengel : Stage Manager
- Arthur Aylesworth : Morgue Keeper
- Margaret Dale : tante Martha Temple
- Virginia Sale : Peabody